# Kerjasan
Kerjasan is een bestuurslaag in het regentschap Kudus van de provincie Midden-Java, Indonesië. Kerjasan telt 1097 inwoners (volkstelling 2010).